# Les Illuminations de La Mecque
Les Illuminations de la Mecque (ou Illuminations mecquoises, ou Les Conquêtes mecquoises, ou encore Les Révélations de La Mecque ; Kitâb Al-Futūḥāt al-Makkiyya en arabe) est l'ouvrage majeur du philosophe et soufi Ibn Arabi, rédigé entre 1203 et 1240.

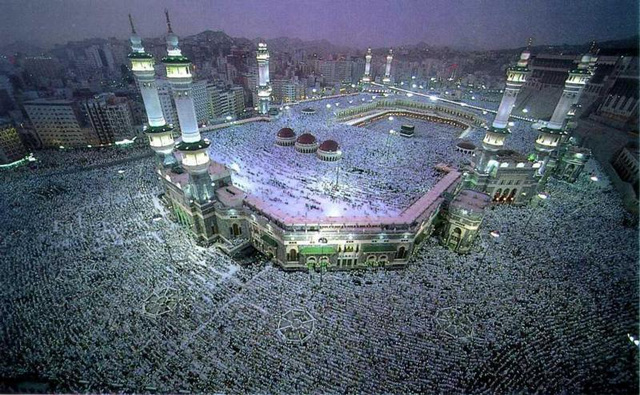
La ville de La Mecque en 2011, lieu majeur de pèlerinage pour les musulmans.

Le penseur andalou y expose son cheminement spirituel, sa théologie, sa métaphysique et sa mystique, en utilisant tantôt la prose, tantôt la poésie. L'ouvrage comporte des éléments autobiographiques : rencontres, événements, et illuminations spirituelles.

## Structure
Les Illuminations sont un ouvrage volumineux : 37 tomes, divisés en 560 chapitres. Les Illuminations n'ont été traduites que partiellement en français : il existe des anthologies regroupant plusieurs chapitres.

## Contenu
L'ouvrage tire son titre de la ville sainte La Mecque, vers laquelle Ibn Arabi a voyagé en pèlerinage (hajj) en 1202, et dans laquelle il a reçu un certain nombre de révélations d'origine divine.
Ibn Arabi développe dans les Illuminations une théorie de l'imagination et du monde imaginal expliquée par Henry Corbin. On y trouve également une description psychologique et religieuse des effets de l'amour de Dieu (au sens à la fois subjectif et objectif de l'expression).
Selon Michel Chodkiewicz, ce livre occupe une place particulièrement importante dans l’œuvre d'Ibn Arabi car il représente « l'état ultime de son enseignement sous sa forme la plus complète ».

## Les femmes, la poésie, l'amour religieux
Les femmes sont en bonne place dans l'ouvrage, particulièrement dans le chapitre 178 sur l'amour. Ibn Arabi est initié à l'expérience religieuse par une femme spirituelle appelée Nizhâm, une jeune iranienne dont le nom signifie « Harmonie ». Il cite les poèmes de l'écrivain Rabia al Adawiyya, qui est selon lui « l'interprète la plus prestigieuse » de l'amour. Ibn Arabi raconte également sa rencontre et son service de la mystique Fatima bint al-Muthanna, avec laquelle il récite la Fatiha (la première sourate du Coran) et dont il admire le degré d'élévation spirituelle.

## Postérité
Les Illuminations sont un classique du soufisme, de la théologie et de la philosophie islamiques. Elles ont influencé les Écrits spirituels de l'émir Abd el-Kader, qui édite l'ouvrage en 1857, et peut-être Dante. L'islamologue Henry Corbin comparait la Béatrice de Dante, qui conduit le poète au paradis dans la Divine Comédie et l'éveille à l'amour dans la Vie Nouvelle, à la Nizhâm d'Ibn Arabi, femme mystique qui initie le philosophe andalou à l'expérience de l'amour de Dieu.